# Pacem in terris (Enzyklika)

Wappen von Papst Johannes XXIII.

Pacem in terris, über den Frieden unter allen Völkern in Wahrheit, Gerechtigkeit, Liebe und Freiheit ist eine Enzyklika Papst Johannes’ XXIII., die
am 11. April 1963 veröffentlicht wurde. Pacem in terris gilt nicht nur als Friedensenzyklika, sondern wegen des erstmaligen Bekenntnisses der römisch-katholischen Kirche zu den Menschenrechten auch als „Menschenrechts- und Frauenrechtsenzyklika“.

## Anlass

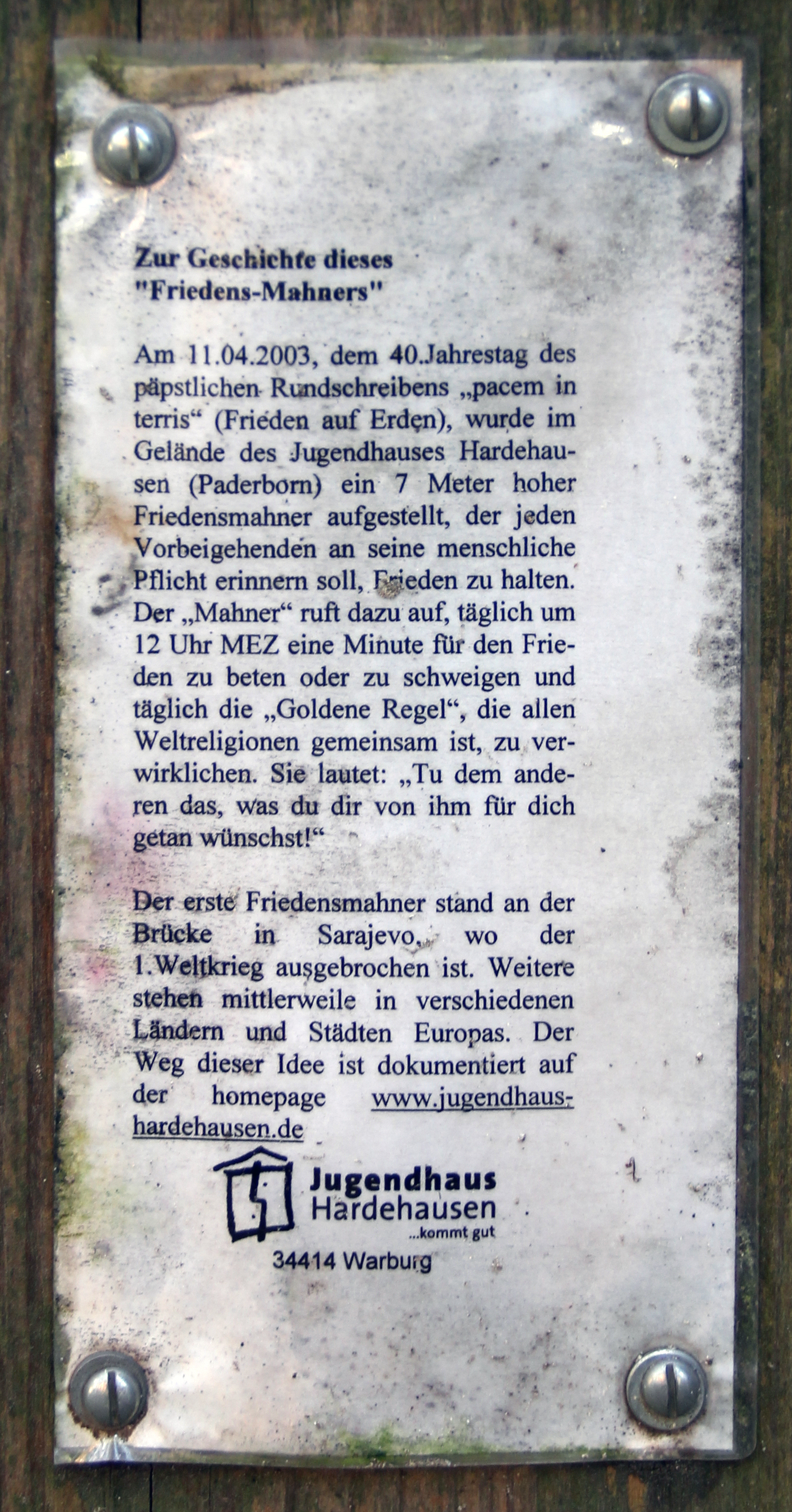
Gedenktafel zum 40. Jahrestag des Erscheinens der Enzyklika in der Fehrbelliner Straße 99 in Berlin-Prenzlauer Berg

Bereits in seinem apostolischen Schreiben Il religioso convegno hatte der Papst das Fundament zu dieser Enzyklika gelegt. In Pacem in terris reagierte Johannes XXIII. auf die damalige weltpolitische Situation: zwei Jahre nach der Errichtung der Berliner Mauer und nur wenige Monate nach der Kubakrise – mitten im Kalten Krieg – führte Johannes XXIII. in seiner Enzyklika aus, dass Konflikte „nicht durch Waffengewalt, sondern durch Verträge und Verhandlungen beizulegen“ seien.
Pacem in terris war die erste Enzyklika, in der sich ein Papst nicht nur an die römisch-katholische Kirche, sondern „an alle Menschen guten Willens“ wandte. Pacem in terris war darüber hinaus die letzte von Papst Johannes XXIII. verfasste Enzyklika. Nur zwei Monate nach ihrer Veröffentlichung starb Johannes XXIII.
Bei dem Incipit Pacem in terris nimmt der Papst eine Stelle aus dem Lukasevangelium (Lk 2,14 ):

„Pacem in terris, quam homines universi cupidissime quovis tempore appetiverunt, condi confirmarique non posse constat, nisi ordine, quem Deus constituit, sancte servato.“

„Der Friede auf Erden, nach dem alle Menschen zu allen Zeiten sehnlichst verlangten, kann nur dann begründet und gesichert werden, wenn die von Gott gesetzte Ordnung gewissenhaft beobachtet wird.“

## Inhalt

### Bekenntnis zu den Menschenrechten
Indem Pacem in terris erstmals die Menschenrechte anerkennt, vollzieht der Vatikan eine tiefgreifende Wende. Die am 10. Dezember 1948 von den Vereinten Nationen angenommene Allgemeine Erklärung der Menschenrechte wird als „Akt von höchster Bedeutung“ (PT 75) bezeichnet. Der Papst stellte fest, „dass der Mensch das Recht auf Leben hat, auf die Unversehrtheit des Leibes sowie auf die geeigneten Mittel zu angemessener Lebensführung.“ Indem der Papst die Allgemeine Menschenrechtserklärung der Vereinten Nationen von 1948 guthieß und unterstützte, integrierte er das Konzept unveräußerlicher Menschenrechte und Grundfreiheiten in die katholische Lehre.
Unter der Überschrift „Die Rechte“ werden die einzelnen Menschenrechte kurz aufgeführt und erläutert. Dazu gehört insbesondere auch das Menschenrecht auf Meinungsfreiheit und freie Berufswahl innerhalb und außerhalb der Kirche (PT 7). Ausdrücklich wird die Freiheit eingeräumt, „seine Religion privat und öffentlich zu bekennen“. (PT 8) Dies war ein Novum angesichts des bisherigen religiösen Absolutheitsanspruchs der römischen Kirche und der erste Schritt zur 1965 erfolgten kirchlichen Anerkennung der Religionsfreiheit in Dignitatis humanae. Allerdings wird konzediert, dass einige „mit Recht“ Einwände gegenüber einigen Kapiteln der Menschenrechtserklärung erheben würden (PT 75).
Immer wieder wird hervorgehoben, dass auch heute noch die Menschenrechte in der Kirche verletzt würden- Der Kirchenrechtler Adrian Loretan betont daher die innerkirchliche Bedeutung der Anerkennung der Menschenrechte; sie seien ein „Instrument gegen Machtmissbrauch in der Kirche“.

### Gleichberechtigung von Mann und Frau
Wegweisend ist die Anerkennung der Menschenrechte vor allem im Hinblick auf die Gleichberechtigung von Mann und Frau. Unter der Überschrift „Recht auf freie Wahl des Lebensstandes“ von 1963 anerkennt Papst Johannes XXIII. die Gleichberechtigung von Mann und Frau, die in der Ehe „gleiche Rechte und Pflichten haben“. Hinsichtlich ihres Lebensstandes führt er aus: „Darüber hinaus haben die Menschen das unantastbare Recht, jenen Lebensstand zu wählen, den sie für gut halten, d. h. also, entweder eine Familie zu gründen ... oder das Priestertum oder den Ordensstand zu ergreifen“ (Nr. 9). Mit dieser aus den Menschenrechten abgeleiteten Forderung nach Gleichberechtigung der Geschlechter hat damit nach Meinung von Ida Raming und Stephan Rohn Papst Johannes XXIII. „die Tür geöffnet, um künftig auch Frauen zum Priesteramt zu zu lassen“.

### Die Zeichen der Zeit
Besondere Bedeutung erhält Pacem in terris durch das Bekenntnis zu den „Zeichen der Zeit“, die aufgrund ihres göttlichen Charakters zur wichtigen Quelle – insbesondere neben der Bibel – für den Glaubensinhalt der Kirche werden. Johannes XXIII. sieht 3 Zeichen der Zeit (Nr. 21–25):
1. „den wirtschaftlich-sozialen Aufstieg der Arbeiterklasse“,
2. „die allgemein bekannte Tatsache, dass die Frau am öffentlichen Leben teilnimmt, was vielleicht rascher geschieht bei den christlichen Völkern“,
3. den Umstand, dass „alle Völker für sich Freiheit beanspruchen oder beanspruchen werden“; daher werde es bald keine Völker mehr geben, die über andere herrschen, noch solche, die unter fremder Herrschaft stünden.

Mit der Feststellung der „Teilnahme der Frau am öffentlichen Leben“ wird kirchlicherseits die Frauenbewegung gewürdigt und die kirchliche Forderung nach Berücksichtigung ihrer Bedürfnisse und Berufungen im gesellschaftlichen Leben abgeleitet. Der Ausschluss der Frauenordination in der römisch-katholischen Kirche wird heute zunehmend als eine Nichtachtung dieses göttlichen Zeichens kritisiert.

## Text und Kommentar
- Die Friedensenzyklika: Über den Frieden unter allen Völkern in Wahrheit, Gerechtigkeit, Liebe und Freiheit Johannes' XXIII. Mit einer Einführung in die Lehre der Päpste über die Grundlagen der Politik  und einem Kommentar von Arthur-Fridolin Utz sowie mit einem Nachruf auf Papst Johannes XXIII. von Joseph Kardinal Frings. [Übers. nach d. authent. latein. Text]. (= Herder-Bücherei Bd. 157). Verlag Herder, Freiburg im Breisgau 1963.
- Josef Hünermann: Kommentar zur Friedensenzyklika Pacem in Terris. Ludgerus Verlag, Essen 1963.